# 胺氧化酶
胺氧化酶（英語：Amine oxidase）是一个涉及到组胺代谢的酶。其中一个作用是将氨基酸等形成的各种胺进一步氧化还原。
RCH2NH2 + H2O + O2 {\displaystyle \rightleftharpoons } RCHO + NH3 + H2O2